# 索諾和
索諾和，滿洲正藍旗，清朝政治人物、清朝工部尚書。
曾任左都御史。康熙三十年十一月丁巳，接替席柱，擔任清朝工部尚書，后改兵部尚書。由沙穆哈接任。